# Хачатурян, Эдуард Агванович
Эдуард Агванович Хачатурян (9 декабря 1975) — российский футболист, нападающий.

## Биография
Воспитанник северо-осетинского футбола. На взрослом уровне дебютировал в 1994 году в составе клуба «Иристон», на следующий год переименованного в «Моздок». В составе этого клуба за пять сезонов сыграл во второй и третьей лигах России 147 матчей и забил 60 голов, в том числе в сезоне 1997 года — 24 гола.
В 1999 году перешёл в состав действующего чемпиона Казахстана — «Елимай». В чемпионате Казахстана дебютировал 28 апреля 1999 года в матче против «Жетысу», и забив два гола, принёс команде победу 2:0. По итогам сезона стал лучшим бомбардиром клуба с 9 голами, однако команда выступила неудачно, заняв девятое место. В ходе следующего сезона перешёл в «Восток» (Усть-Каменогорск). С 2001 года играл за «Жетысу», стал лучшим бомбардиром клуба в сезоне 2001 года с 8 голами, а на следующий год выступал вместе с клубом в первой лиге.
Всего в высшем дивизионе Казахстана сыграл 67 матчей и забил 19 голов.
После возвращения в Россию играл на любительском уровне за «Локомотив» (Лиски).